# برازي (إيران)
برازي هي قرية في مقاطعة سلماس، إيران. يقدر عدد سكانها بـ 130 نسمة بحسب إحصاء 2016.